# Rakovičarji
Rakovičarji (znanstveno ime Thomisidae) so družina pajkov (Araneae). Imajo dva para navzven nagnjenih nog ter sploščena in pogosto večkotna telesa. Tako kot rakovice se lahko premikajo postrani in nazaj. Zelo dobro se znajdejo v tesnih prostorih.
Rakovičarji so plenilci, vendar plena ne lovijo v mreže. Svoj plen zgrabijo z močnimi sprednjimi nogami in ga paralizirajo s strupenim ugrizom. Nekatere vrste prežijo na plen med cvetjem, na lubju, plodovih ali listih, in lovijo žuželke, ki se približajo. Ena izmed takih vrst je cvetni pajek (Misumena vatia). Svojo barvo lahko spreminja med belo in rumeno in se s tem prilagaja barvi cveta, na katerem sedi. Druge vrste s svojimi sploščenimi telesi prežijo v razpokah drevesnih debel ali pod slabo pritrjenim lubjem. Člani rodu Xysticus lovijo med odpadlim listjem na tleh. Ni znano, da bi bila katera od vrst nevarna človeku.
V poznih 1980. letih je bila v družino Thomisidae vključena tudi družina Aphantochilidae. Vrste rodu Aphantochilus posnemajo mravlje rodu Cephalotes, na katere prežijo.

## Sistematika
Družina Thomisidae obsega naslednje poddružine:
- Aphantochilinae (3 rodovi)
- Bominae Ono, 1984 (9 rodov)
- Dietinae (32 rodov)
- Stephanopinae (35 rodov)
- Stiphropodinae (3 rodov)
- Strophiinae (8 rodov)
- Thomisinae (67 rodov)
- incertae sedis

- Ansiea Lehtinen, 2005
- Carcinarachne Schmidt, 1956
- Cozyptila Lehtinen & Marusik, 2005
- Ebelingia Lehtinen, 2005
- Facundia Petrunkevitch, 1942 † (fosil)
- Fiducia Petrunkevitch, 1942 † (fosil)
- Henriksenia Lehtinen, 2005
- Hexommulocymus Caporiacco, 1955
- Ledouxia Lehtinen, 2005
- Mastira Thorell, 1891
- Megapyge Caporiacco, 1947
- Modysticus Gertsch, 1953
- Rejanellus Lise, 2005
- Syphax Koch & Berendt, 1854 † (fosil)
- Tarrocanus Simon, 1895
- Taypaliito Barrion & Litsinger, 1995

## Galerija
- Rakovičar pri obedu
- Thomisus labefactus
- Rakovičar na marjetici
- Rakovičar med hranjenjem
- Rakovičar s plenom
- Rakovičar Diaea evanida pri omamljanju vešče